# 히에이 (유유백서)
히에이(일본어: 飛影)는 《유유백서》에 등장하는 등장인물으로, 국내명은 한자를 그대로 반영한 비영이다.

## 소개
쿠라마와 마찬가지로 영계도둑으로 고우키와 함께 영계의 물건을 훔친다. 과거에는 얼음의 나라에서 태어났고 저주의 불꽃으로 휩싸인 남자아이라서 몸에 부적을 두르게 하고 내던져졌다. 요괴들에게 주워져 키워졌고 예전에는 비겁한 방법이든 물도 불도 가리지 않았다. 유스케와 지내다 성격이 변해서 청룡의 행위를 보고 분노. 네 명 중에서 속도가 가장 빠르고 불꽃을 이용한다. 두건을 풀면 이마에 사안이라는 눈이 있다. 유키나를 찾으러 인간세계에 왔다가 쿠라마를 만나게 된다. 나중에 우라메시 유스케의 친구 유키무라 케이코를 납치해서 요괴를 만들어버리고 유스케에게 도전했으나 영환에 맞고 패배. 후에 유키나를 찾게 되고 보탄에게 자신의 정체를 밝히지 말라고 협박한다. 마계에 가려는 순간 유키나에게 빙루석을 받게 된다.